# Moustapha Diop
Moustapha Amadou Diop (Cotonou, 4 aprile 1945) è un regista beninese.

## Biografia
Nato nel 1945 a Cotonou, nel Benin, ha la cittadinanza nigerina e maliana. Studia lettere moderne ad Abidjan e a Ouagadougou e si trasferisce a Parigi nel 1975 per frequentare il Conservatoire libre du Cinéma français, diplomandosi nel 1979 in scenografia e montaggio. Inizia a farsi conoscere negli anni settanta del XX secolo: come regista ha descritto i cambiamenti della società africana e il conflitto tra antico e nuovo, con varie reazioni critiche.

## Filmografia
- Une mère, un fils (1970)
- Synapse (1974)
- La tomate (1981)
- Le médecin de Gafiré (1982), Premio del pubblico al VII Festival del cinema africano di Verona[7][8] Grand Prix de l'ACCT a Cartagine nel 1984 e Premio della Critica internazionale a Locarno nel 1985.
- Mamy Wata (Dea delle acque 1990)[9][10]